# Pod Lasem (powiat włoszczowski)
Pod Lasem – osada leśna w Polsce położona w województwie świętokrzyskim, w powiecie włoszczowskim, w gminie Krasocin.
W latach 1975–1998 miejscowość administracyjnie należała do województwa kieleckiego.